# Postcards of the Hanging
Postcards of the Hanging è un album dal vivo del gruppo rock statunitense Grateful Dead, pubblicato nel 2002. 
Si tratta di un disco di cover di Bob Dylan.

## Tracce
Tutte le tracce sono state scritte da Bob Dylan.
1. When I Paint My Masterpiece - 6:11
2. She Belongs to Me - 7:20
3. Just Like Tom Thumb's Blues - 4:29
4. Maggie's Farm - 6:13
5. Stuck Inside of Mobile with the Memphis Blues Again - 8:07
6. It Takes a Lot to Laugh, It Takes a Train to Cry - 7:35
7. Ballad of a Thin Man - 6:40
8. Desolation Row - 9:55
9. All Along the Watchtower - 5:44
10. It's All Over Now, Baby Blue - 7:23
11. Man of Peace - 5:51

Disco bonus (edizione limitata)
1. Queen Jane Approximately - 6:12
2. Quinn the Eskimo (The Mighty Quinn) - 4:02

## Formazione
Gruppo
- Jerry Garcia - chitarra, voce
- Bob Weir - chitarra, voce
- Phil Lesh - basso, voce
- Brent Mydland - tastiere, organo, voce
- Mickey Hart - batteria
- Keith Godchaux - piano (6)
- Bill Kreutzman - batteria

Altri musicisti
- Dickey Betts - chitarra (6)
- Bob Dylan - chitarra acustica, voce (11)
- Butch Trucks - batteria (6)